# Oreca

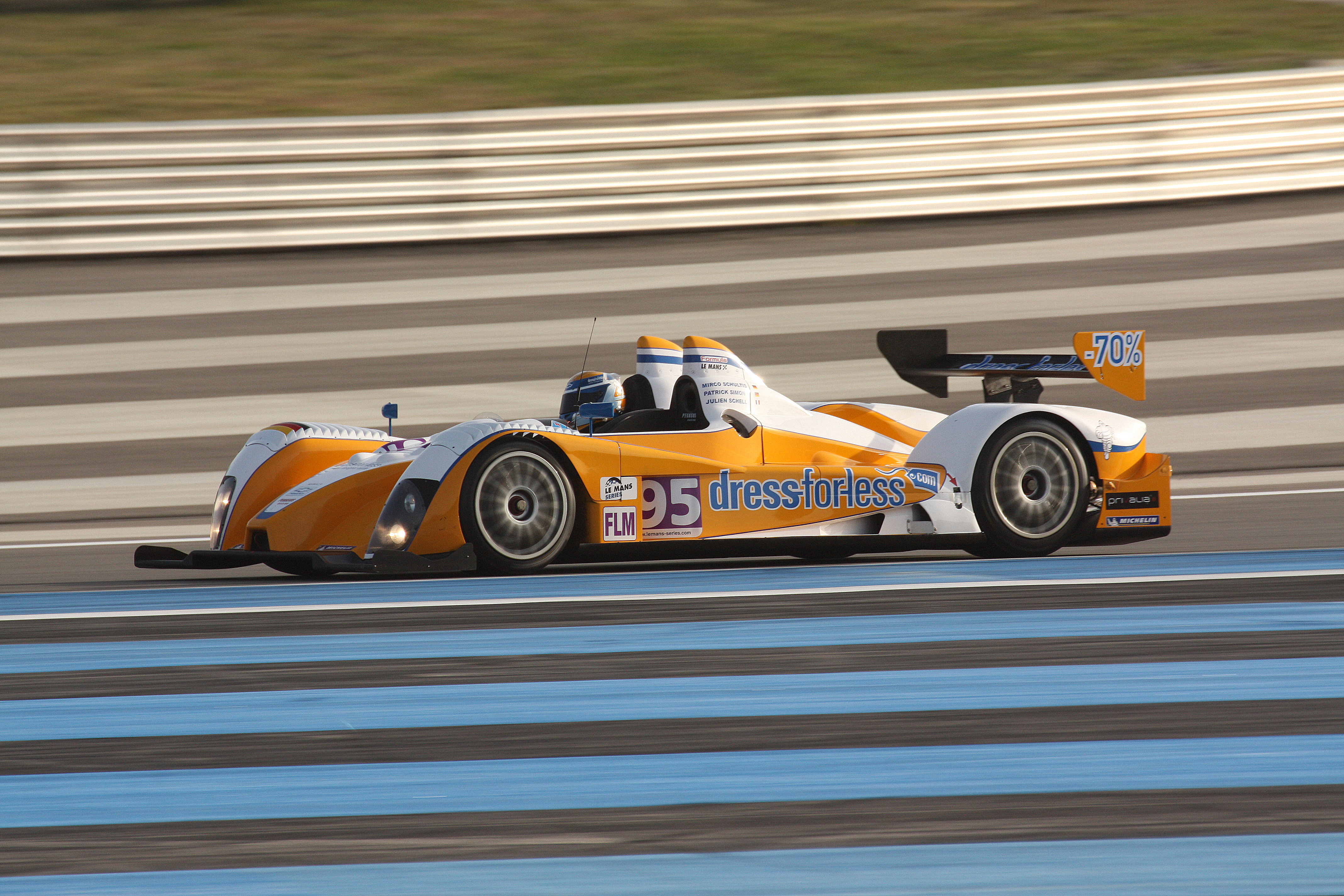
Oreca FLM09

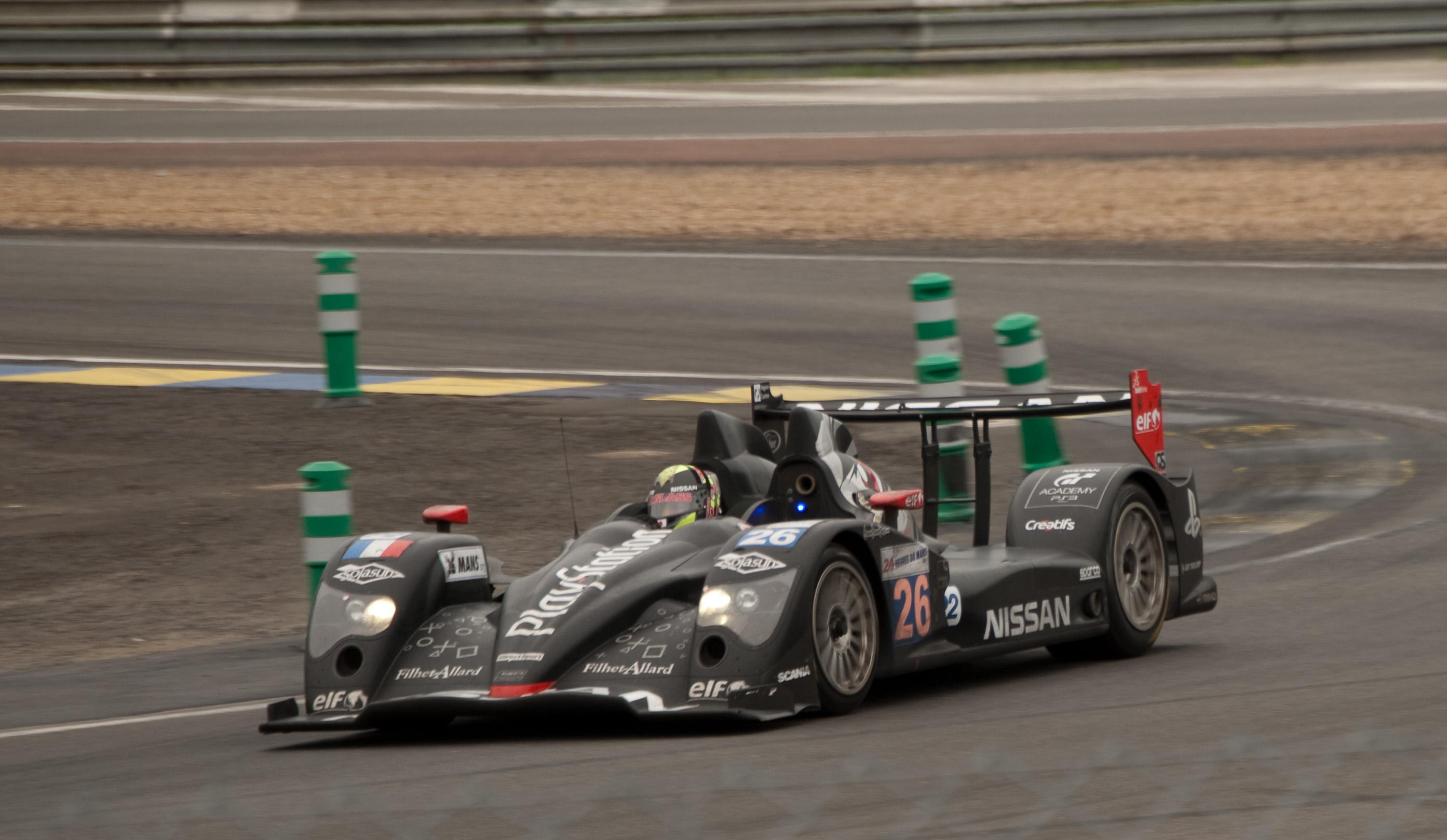
Oreca 03 en las 24 Horas de Le Mans de 2011.

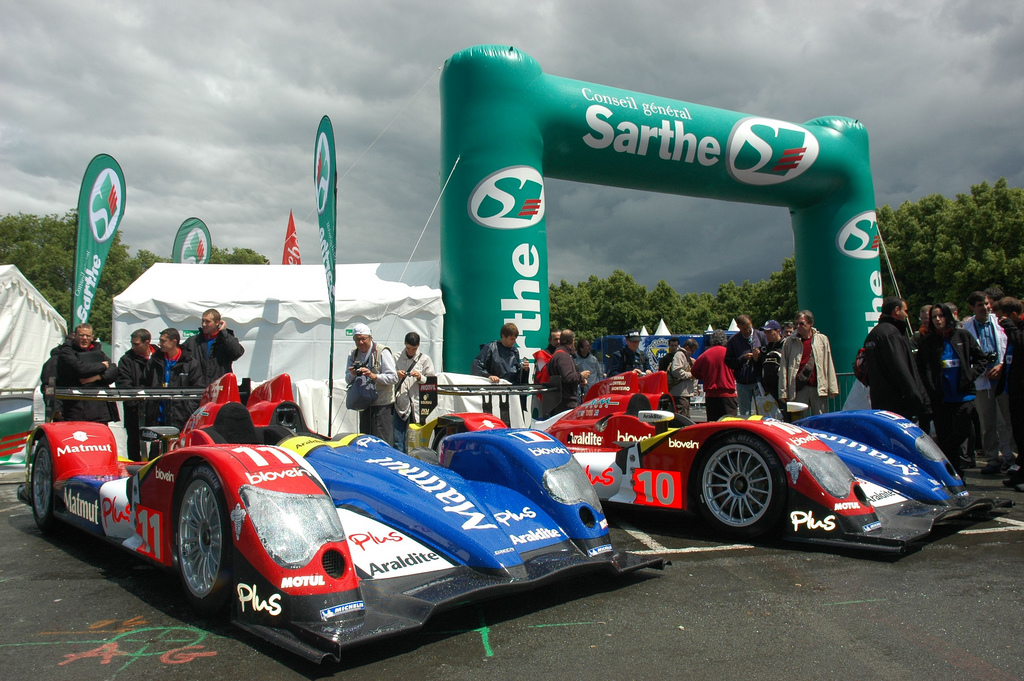
Dos Oreca 01 oficiales en las 24 Horas de Le Mans de 2009.

Oreca ("ORganisation, Explotation, Competition Automobile") es un equipo de automovilismo de velocidad y constructor de automóviles de carreras fundado por Hugues de Chaunac en Francia en el año 1973. Sus pilotos más habituales en la década de 2000 han sido principalmente franceses, entre ellos Stéphane Ortelli, Olivier Panis, Nicolas Lapierre, Soheil Ayari y Loïc Duval.
Actualmente la sede principal de Oreca se encuentra en el Parque de Actividades de la ciudad de Toulon, y realiza sus pruebas en el Circuito Paul Ricard, del cual es socio estratégico. En tanto, tiene una segunda sede en el Technopole del Circuito de Nevers Magny-Cours, enfocada en la producción de motores.
Asimismo, Oreca organizó desde 2011 hasta 2016 el Campeonato de Francia de Gran Turismos, la Copa Porsche Carrera Francia y la Copa Seat León Francia. Además, la empresa estuvo involucrada en la monomarca de sport prototipos Le Mans Prototype Challenge desde 2009 hasta 2017.

## Historia
En las décadas de 1970 y 1980, pilotos de Oreca ganaron dos veces la Fórmula 2 Europea, una vez el Campeonato de Fórmula 3 Europea de la FIA, 11 veces la Fórmula 3 Francesa y siete veces el Gran Premio de Mónaco de Fórmula 3, entre ellos varios futuros profesionales de alto nivel como Jacques Laffite, Alain Prost, Yannick Dalmas, Jean Alesi y Érik Comas. El equipo también se involucró en la formación de otros de la talla de Thierry Boutsen, Patrick Tambay, Didier Pironi y Yvan Muller.
En la década de 1990, participó de manera oficial con BMW en el Campeonato Mundial de Rally y el Campeonato Francés de Superturismos. En el primero, colocó a Marc Duez 13º en el campeonato y consiguió un tercer puesto en el Tour de Córcega de 1990 con François Chatriot. En el segundo de ellos, ganó varios títulos. Asimismo, ganó de manera absoluta las 24 Horas de Le Mans de 1991 con el Mazda 787B de motor Wankel. También disputó la Fórmula 3000 Internacional en 1998 y 1999, donde su mejor actuación fue un séptimo lugar de Soheil Ayari en 1999 con un podio.
Luego corrió en gran turismos con un Dodge Viper, con el cual dominó la clase GT2 / GTS del Campeonato FIA GT desde 1997 hasta 1999, la American Le Mans Series en 1999 y 2000, las 24 Horas de Le Mans de 1998, 1999 y 2000 y las 24 Horas de Daytona de 2000. En 2001, Oreca corrió con dos Chrysler LMP en las 24 Horas de Le Mans, sin que ninguno llegara a meta. Al mismo tiempo que competía con los Viper en GTS, Oreca llegó quinto y sexto absoluto en las 24 Horas de Le Mans de 2002 con dos Dallara SP1 de la clase principal; también con un Dallara SP1 llegó una carrera primero y otra segundo en el Campeonato de la FIA de Sport Prototipos. 
En 2005, Oreca participó en las 24 Horas de Le Mans con un Audi R8 LMP oficial, que terminó cuarto absoluto. Luego corrió tres fechas de la Le Mans Series con el mismo automóvil, donde ganó una y llegó segundo en las otras dos, terminando tercero en el campeonato de equipos de LMP1. También participó en tres fechas del Campeonato Mundial de Turismos con un Seat Toledo pilotado por Stéphane Ortelli, con un sexto lugar como mejor resultado.
Oreca compitió con un Saleen S7 de la clase GT1 durante dos años. En 2006, consiguió dos triunfos de clase en la Le Mans Series y finalizó tercero en el campeonato de equipos de GT1. En 2007, llegó quinto y noveno en la clase GT1 en las 24 Horas de Le Mans de 2007, pero ganó cuatro fechas de seis en la Le Mans Series, con lo cual ganó el título de equipos y el de pilotos con Ayari y Ortelli.
En septiembre de 2007, Oreca compró el fabricante de automóviles de competición Courage. Con lo adquirido, Oreca construye desde 2008 sport prototipos para uso propio y de clientes. En 2008, corrió en las 24 Horas de Le Mans con dos Courage-Oreca LC70 de la clase LMP1; uno llegó octavo y el otro abandonó. También disputó todas las fechas de la Le Mans Series, donde obtuvo un tercer lugar como mejor resultado ante la fuerte presencia de rivales como motor Diésel. Sin dichos rivales en 2009, Oreca luchó en igualdad de condiciones con Charouz y Pescarolo. Consiguió una victoria y cuatro podios, pero una ausencia la impidió pelear el título. También en 2009, la empresa estrenó el Oreca 01 de la clase LMP1; con él también llegó quinto en las 24 Horas de Le Mans y en Petit Le Mans.
Oreca corrió un Peugeot 908 HDI FAP en la temporada 2010 de la Le Mans Series, con el cual ganó una carrera, llegó segundo en otra y ganó el título de equipos de LMP1. En las 24 Horas de Le Mans, llegó quinto con un Oreca 01 de la clase LMP1 y abandonó con el Peugeot 908 HDI FAP. También corrió un Oreca 01 en la primera fecha de la Le Mans Series, que arribó cuarto. En 2011, el equipo ascendió a la Copa Intercontinental Le Mans, donde con el Peugeot 908 HDI FAP ganó las 12 Horas de Sebring, llegó segundo en Petit Le Mans, quinto en las 24 Horas de Le Mans y tercero en el campeonato de equipos de LMP1. Ese mismo año, presentó el Oreca 03 de la clase LMP2, con el que abandonó en las 24 Horas de Le Mans.
En 2012, Oreca comenzó a colaborar con Toyota Motorsport GmbH para competir oficialmente con un LMP1 híbrido en el Campeonato Mundial de Resistencia.
Oreca continuó desarrollando prototipos de la clase LMP2, lanzando el Oreca 05 en 2015 y el Oreca 07 en 2017.